# 阿瓦提镇 (巴楚县)
阿瓦提镇，是中华人民共和国新疆维吾尔自治区喀什地区巴楚县下辖的一个乡镇级行政单位。

## 行政区划
阿瓦提镇下辖以下地区：
第一社区、第二社区、喀合夏勒村、克尔克尧勒库木村、塔勒克村、温艾日克村、跃进吾斯塘博依村、巴格其村、艾力克砍土曼村、达其博依村、墩巴格村、阔什吾斯塘村、夏普勒克村、康萨罕村、亚哈艾日克村、博孜村、木尼伯提村、库勒博依村、英吾斯塘村、阔其喀尔买里村、达吾孜库木村和古勒买里村。